# Шаффелберг, Джейкоб
Джейкоб Эверетт Шаффелберг (англ. Jacob Everett Shaffelburg; род. 26 ноября 1999, Кентвилл, Новая Шотландия, Канада) — канадский футболист, вингер клуба «Нэшвилл» и национальной сборной Канады.

## Клубная карьера

### Ранняя карьера
Родился в Кентвилле, Новая Шотландия, вырос в соседнем Порт-Уильямсе. На юношеском уровне играл за местный «Вэлли Юнайтед» и команду Новой Шотландии. В 15-летнем возрасте покинул родину, чтобы посещать Беркширскую школу — частное учебное заведение в штате Массачусетс, США, — где выступал за школьную сборную. Он сыграл важную роль в команде, забив четыре гола в двух матчах плей-оффа NEPSAC в свой выпускной год (2018 год) и завоевав с «Беркширом» их пятый титул за семь лет — Кубок Стюарта. Шаффелберг был назван Игроком года Чемпионата Массачусетса среди мальчиков 2017/2018. Кроме школьной команды, Джейкоб выступал за академию местного «Манхэттена», с которым выиграл Молодёжный чемпионат США по футболу (до 16 лет) в 2016 году.
В том же 2016 году присоединился к академии канадского «Торонто». В 2017 году сыграл матч за «Торонто III» в полупрофессиональной Лиге 1 Онтарио, 3-м дивизионе в системе футбольных лиг Канады. В 2018 году сыграл за одну из команд галифакского клуба «Галифакс Уондерерс» в товарищеском матче с молодёжной командой «Фортуны Дюссельдорф» и забил гол. В том же 2018 году Шаффелберг играл за клуб Премьер-лиги развития «Блэк Рок». К концу сезона забил 8 голов, став лучшим бомбардиром команды наряду с Ифунаньячи Ачарой.

### «Торонто»
28 ноября 2018 года подписал свой первый профессиональный контракт с «Торонто II». Шаффелберг выбирал между поступлением в Виргинский университет и футболом, но склонился в сторону второго. 4 июня 2019 года был назван игроком недели в Лиге один ЮСЛ, после того как забил один гол и отдал две голевые передачи в двух матчах.
Уже в феврале 2019 года Шаффелберг был вызван в первую команду, 19 февраля 2019 года дебютировал за «Торонто» в Лиге чемпионов КОНКАКАФ, а 21 июня подписал контракт с «красными» в качестве доморощенного игрока. В MLS дебютировал 22 июня в гостевой игре с «Далласом», выйдя на замену на 59-й минуте. 26 июня в домашней встрече с «Атлантой» впервые вышел в стартовом составе, отметился голевой передачей на 27-й минуте и продвигающей передачей, приведшей к голу на 29-й секунде, ставшим быстрейшим в истории клуба. Шаффелберг быстро закрепился в стартовом составе, заслужив восторженные отзывы тренерского штаба о своем темпе. Первый гол забил 15 мая 2021 года в гостевой встрече с «Нью-Йорк Сити» на 74-й минуте, чем принёс своей команде ничью. 3 сентября отправился в аренду в «Торонто II». В конце 2021 года «Торонто» воспользовался опцией продления контракта с футболистом на сезон 2022.
2 августа 2022 года «Торонто» отдал Шаффелберга в аренду «Нэшвиллу» с местом иностранного игрока за 225 тысяч долларов в общих распределительных средствах и опцией выкупа футболиста в 2023 году. За «Нэшвилл» дебютировал 21 августа в домашнем матче с «Далласом», выйдя в стартовом составе и забив гол. По окончании сезона 2022 «Нэшвилл» выкупил Шаффелберга у «Торонто» за гарантированные $250 тыс. в общих распределительных средствах и условные $50 тыс. в общих распределительных средствах при достижении им определённых показателей и подписал с ним четырёхлетний контракт с опцией продления ещё на один год.

## Карьера в сборной
26 февраля 2020 года Шаффелберг был включён в предварительный состав молодёжной сборной Олимпийский отборочный чемпионат среди мужчин КОНКАКАФ.
Шаффелберг получил свой первый вызов в сборную Канады 3 января 2020 года на матчи против Барбадоса и Исландии. Дебютировал за национальную сборную 10 января, выйдя на замену в товарищеском матче с Барбадосом.
Был включён в состав сборной на Золотой кубок КОНКАКАФ 2023. 9 июля в матче четвертьфинала против сборной США на 109-й минуте забил первый гол за сборную (матч закончился со счётом 2:2, однако по пенальти канадцы проиграли со счётом 3:2).

## Достижения

### Клубные
«Торонто»
- Победитель Первенства Канады: 2020[40]

### Личные
- Лучший молодой канадский игрок Первенства Канады: 2021[41]